# Benediktinreformen
Benediktinreformen, även Clunyreformen, var en rad förändringar inom den medeltida monasticismen inom romersk-katolska kyrkan och som fokuserade på att återställa det traditionella klosterlivet, att uppmuntra konsten och att sörja för de fattiga. Rörelsen uppstod i Benediktinordens kloster i Cluny, som grundats 910 av Vilhelm I av Akvitanien (875–918). Arbetet med reformerna leddes i huvudsak av Odo de Cluny, spred sig genom Frankrike (Bourgogne, Provence, Auvergne och Poitou), vidare till  England (Benediktinreformen i England) och genom stora delar av Italien och Spanien.

## Bakgrund
I början av 900-talet hade monasticismen gått ner betänkligt på grund av det oroliga politiska och sociala läget. Detta hade i sin tur försämrats på grund av ett flertal anledningar, till exempel de nästan ständigt återkommande attackerna från vikingar och en utbredd fattigdom. Monasticismen hade flera sekler tidigare blomstrat under Benedikt av Nursia, men situationen hade gått ner i takt med de försämrade tiderna och i synnerhet klostrens beroende av lokala godsägare som kontrollerade allt inom sitt område.
Kraften bekom reformerna låg i vad man upplevde som världslig inblandning i klostrens verksamhet, och i kyrkans nära kopplingar till de feodala och ekonomisk-sociala systemen. Eftersom ett benediktinkloster behövde landområden, var det nödvändigt att få stöd från den lokala godsherren. I gengäld krävde ofta godsherren rättigheter och särskilda befogenheter som stod i strid med klostrets drift. Godsherrar hävdade ofta äganderätt och förväntade sig att få bestämma vem som skulle utses till abbot, vanligen någon ur släkten. Lokala adelsmän uppförde ofta kyrkor, kloster och konvent som de sedan såg som ägodelar tillhöriga släkten, vilket medförde att de tog del av deras vinster och lämnade munkarna att leva i fattigdom.
En del kloster grundades av feodalherrar med syfte att en dag dra sig tillbaka till detsamma. Här anpassades benediktinregeln så att matutin förlades till en tid på dygnet där den inte skulle störa nattsömnen och den vanligt förekommande vegetariska kosten utvidgades till andra livsmedel. Munkar i dessa kloster var ofta bättre klädda och behövde inte iaktta de regler som gällde fastan. Benediktinreformen var ett försök att rätta till dessa förhållanden så att den mer självständig abbot kunde genomdriva benediktinregeln och även återta något av den makt som tillföll den lokala godsherren.

## Klostret i Cluny
Vilhelm I av Akvitanien hade förvärvat ett stycke land i Bourgogne. År 910 grundade han klostret i Cluny och bad abbot Berno från klostret i Baume att leda det. Abboten av Cluny styrde sedan de dotterkloster som orden grundade. Under 1100-talet hade klostret i Cluny fler än tusen kloster under sig.
Berno hade grundat Sankt Petrus kloster i Gigny och klostret i Baume att följa klosterregeln så som den tolkades av Benedikt av Aniane. Benedikt försökte återställa den stringens som klosterregeln krävde på de platser där den inte längre iakttogs med samma hängivenhet som var tänkt. Klosterregeln är trefaldig och innebär fattigdom, lydnad och celibat.
Bland de mest ivriga tillskyndarna av benediktinreformen märks påven Urban II, Lambert av Hersfeld och Richard av Verdun. Reformen uppmanade västkyrkan att fokusera mer på affärer och fick påvedömet att försöka ta kontroll över den östortodoxa kyrkan.

## Resultat
Vid sin höjdpunkt, omkring 950–1130, var benediktinreformen en av de största religiösa rörelserna i Europa. Minst lika betydande som dess politiska konsekvenser var rörelsens krav på större kristen hängivelse. Företrädarna stödde rörelsen Guds fred och förespråkade pilgrimsfärder till Heliga landet. En allt rikare liturgi ledde till ökad efterfrågan på nattvardskärl i guld, dyra gobelänger och material, glasmålningar och polyfonisk kyrkomusik, till exempel gregoriansk sång, som skulle fylla de romanska kyrkorna.

### Cisterciensorden
År 1075 fick Robert av Molesmes, benediktinmunk från Cluny, påve Gregorius VII:s tillstånd att grunda ett kloster i Molesme i Bourgogne. Vid klostret i Molesme försökte Robert återställa klosterarbetet till den enkla och stränga karaktär som ursprungligen lagts fram i benediktinregeln, den så kallade strikta observansen. Han lyckades endast delvis, vilket fick honom att år 1098, tillsammans med 21 andra munkar, att grunda ett nytt kloster. Man förvärvade att stycke land söder om Dijon, Cîteaux,  (Latin: "Cistercium"), där man byggde det som kom att bli klostret i Cîteaux, moderhus i den nyligen grundade Cisterciensorden.